# 174 Phaedra
174 Phaedra este un asteroid din centura principală, descoperit pe 2 septembrie 1877, de James C. Watson.